# Het Heksenkind
Het Heksenkind is het tweede deel van de boeken-serie De Mayfair Heksen, geschreven door Anne Rice. Deze serie gaat over de geest Lasher die via dertien generaties Mayfair heksen probeert om een lichaam te verkrijgen en die uiteindelijk doorkomt als een Taltos, ofwel een soort superras.

## Samenvatting van het boek
De dertienjarige Mona Mayfair, met twintigvoudig Mayfairbloed wil Michael Curry verleiden. Ze heeft het Talamasca-dossier over de Mayfair-familie gelezen, is gefascineerd door de geschiedenis van de Mayfairs, houdt van het huis aan First Street, en wil met name uitzoeken wat daar gedurende de kerstdagen heeft afgespeeld. Als eerste wil ze de Victrola van Oncle Julian te vinden; een oude platenspeler die haar overgrootmoeder Aloude Evelyn aan haar had willen geven. Ze sluipt door het huis, laat de Victrola spelen en verleidt Michael. Deze wordt vervolgens bezocht door de ‘geest’ van Julien, die hem zijn levensverhaal vertelt en hem waarschuwt voor de demon Lasher. Ondertussen spreekt Dokter Samuel Larkin met Michaell Flanagan over de ‘monsters’ die Rowan Mayfair hem gezonden heeft van een volstrekt vreemd wezen. Op het vliegveld wordt hij hierna benaderd door Erich Stolov van de Talamasca, die verbazingwekkend veel over deze zending blijkt te weten. Dan besluit de zigeunerjongen Yuri, een van de toponderzoekers van de Talamasca, dat hij zijn mentor Aaron Lightner gaat opzoeken, ondanks het verbod van de Orde om dit te doen. Yuri heeft in het Schotse Donnelaith sporenonderzoek gedaan naar het recente bezoek van Rowan en haar partner, en weet dat de geest Lasher in menselijke gedaante in de wereld is doorgekomen.
Lasher tracht een ‘taltos’-kind te verwekken bij ‘zijn’ Mayfair-heksen, maar die overlijden een voor een aan baarmoederlijke bloedingen. De Mayfair-familie besluit hun vrouwen te laten bewaken, en zijn zeer geïnteresseerd in de ‘monsters’ van Docter Larkin, die even later echter verdwijnt, evenals de ‘monsters’. Ondertussen is Rowan ontsnapt uit de kamer, waar Lasher haar gevangen hield; ze heeft Lasher neergeslagen en is in de richting van New Orleans gevlucht. Onderweg wordt Emaleth geboren, dochter van Rowan en Lasher, een ‘taltos’, die al in de buik van haar moeder communiceert met haar ouders. Emaleth verlaat haar moeder, die vervolgens naar het huis aan First Street wordt gebracht waar ze in een stabiele coma-toestand haar dagen slijt. Met hun Heksen-Krachten trachten de Mayfair-vrouwen Rowan tevergeefs terug te brengen, terwijl Mona zich schuldig voelt ten opzichte van haar ‘nicht’ Rowan. De Mayfair-familie kiest vervolgens Mona Mayfair als nieuwe erfgenaam. Inmiddels is Aaron Lightner erg gaan twijfelen over de handelwijze van de Talamasca inzake het Mayfair-dossier, en wantrouwt Erich Stolov. Dan ontvangen hij en de inmiddels gearriveerde Yuri een fax, waarin hen wordt meegedeeld dat ze geëxcommuniceerd zijn. Aaron kiest definitief voor de familie Mayfair en trouwt met Beatrice Mayfair.
Als Lasher vervolgens bij Rowans bed verschijnt tracht Michael hem te doden, maar wordt tegengehouden door twee mannen van de Talamasca; Stolov en Norgan. Lasher eist dat hij zijn verhaal mag vertellen, voordat Michael over hem zal oordelen. Lashers verhaal handelt over de Taltos, een machtig oeroud volk dat menselijke kenmerken heeft. Ze zijn vervolgd als ‘duivels’, en ook de ‘Taltos’ Lasher heeft de dood gevonden in het vuur. Dan blijkt dat Stolov de voortplantingsketen van de Taltos opnieuw wil starten en dat dit volgens hem het doel van de Talamasca is. Aaron twijfelt hevig wiens kant hij moet kiezen, maar als blijkt dat Stolov de moorden op de doctoren Larkin en Flanagan op zijn geweten heeft, houdt hij Michael niet langer tegen. Deze zegt het ‘voorspellend vers’ op dat hij van Julien heeft geleerd, waarna bij met hulp van Julien Lasher doodt. Ook Stolov en Norgan laten het leven tijdens dit gevecht. Michael begraaft Lasher, Aaron begraaft zijn Talamasca-collega’s en de Mayfair-familie besluit zoals altijd de gebeurtenissen te verzwijgen. Ten slotte hoort Michael een stem in Rowans kamer, en ziet daar een meisje zitten die Rowan voedt met haar melk, en haar moeder noemt. Rowan ontwaakt, en schreeuwt tegen Michael om ‘het’ te doden. Michael kan dit niet, waarna Rowan een pistool pakt en Emaleth neerschiet.